# Theloderma stellatum
Theloderma stellatum là một loài ếch trong họ Rhacophoridae. Chúng được tìm thấy ở Thái Lan, Việt Nam, và có thể cả Campuchia.
Các môi trường sống tự nhiên của chúng là các khu rừng ẩm ướt đất thấp nhiệt đới hoặc cận nhiệt đới, các khu rừng vùng núi ẩm nhiệt đới hoặc cận nhiệt đới, và các đồn điền. Loài này đang bị đe dọa do mất môi trường sống.